# ستبرنوک نوک‌نرم
ستبرنوک نوک‌نرم (نام علمی: Crotophaga ani) نام یک گونه از سرده ستبرنوک است.